# Sankt Martin (Vals)
Sankt Martin (toponimo tedesco; in romancio Sogn Martin ) è una frazione di 35 abitanti del comune svizzero di Vals, nella regione Surselva (Canton Grigioni).

## Geografia fisica
Il paese è costituito da insediamenti sparsi sui pendii ai lati delle gole del Reno di Vals.

## Storia

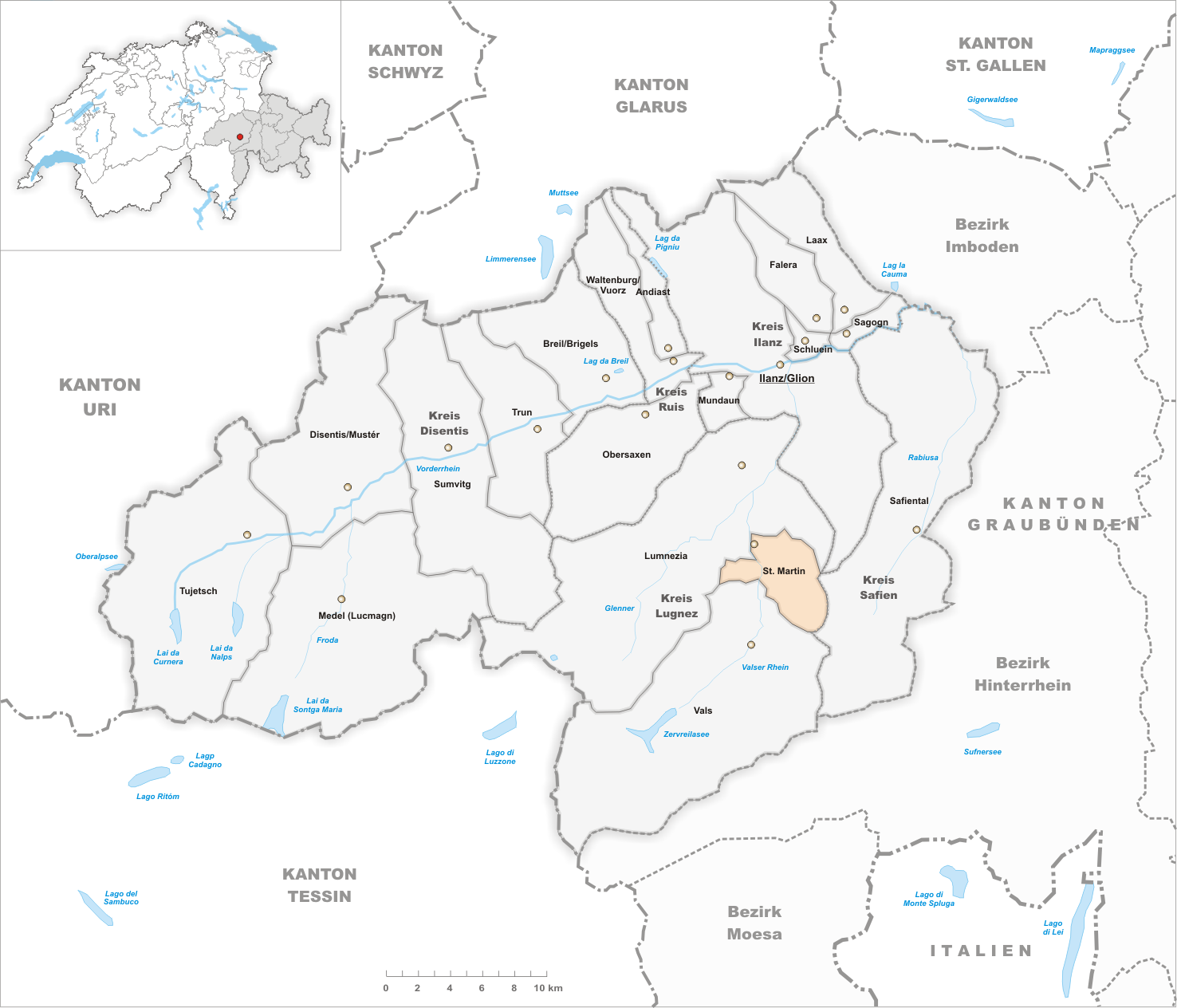
Il territorio del comune di Sankt Martin prima degli accorpamenti comunali del 2015

Già comune autonomo che si estendeva per 22,83 km² e che comprendeva anche le frazioni di Bucarischuna, Gadenstatt, Lunschania, Mariaga, Munt e Travisasch, il 1° gennaio 2015 è stato incorporato al comune di Vals.

## Monumenti e luoghi d'interesse
- Chiesa cattolica di San Martino, attestata dal 1345[1].

## Società

### Evoluzione demografica
L'evoluzione demografica è riportata nella seguente tabella:
Abitanti censiti

### Lingue e dialetti
La maggioranza della popolazione parla la lingua tedesca.